# Суземка
Сузе́мка — посёлок (до 2012 года посёлок городского типа) в Брянской области, административный центр Суземского района и Суземского городского поселения.

## География
Расположен в 134 км к югу от Брянска.
Станция Суземка — ближайшая к границе с Украиной станция Московской железной дороги. На вокзале станции расположен таможенный пост. С 2022 года станция является тупиковой, путь через границу ликвидирован. 

### Климат
Климат Суземки — умеренно континентальный, с умеренно-холодной, снежной зимой и тёплым, влажным летом.
| Показатель                    | Янв.  | Фев.  | Март | Апр. | Май  | Июнь | Июль | Авг. | Сен. | Окт. | Нояб. | Дек. | Год  |
| ----------------------------- | ----- | ----- | ---- | ---- | ---- | ---- | ---- | ---- | ---- | ---- | ----- | ---- | ---- |
| Средний суточный максимум, °C | −4,6  | −4    | 0,8  | 11,2 | 19,2 | 22,7 | 24,1 | 23,0 | 17,3 | 10,2 | 2,4   | −1,6 | 10,1 |
| Средняя температура, °C       | −7,9  | −7,4  | −2,7 | 6,6  | 13,7 | 17,4 | 18,9 | 17,6 | 12,3 | 6,3  | −0,2  | −4,4 | 5,8  |
| Средний суточный минимум, °C  | −11,1 | −10,7 | −6,1 | 2,1  | 8,3  | 12,1 | 13,7 | 12,2 | 7,3  | 2,4  | −2,8  | −7,1 | 1,7  |
| Норма осадков, мм             | 37    | 30    | 33   | 40   | 49   | 67   | 80   | 68   | 51   | 44   | 46    | 45   | 590  |

## История
Основана в XVIII веке (первоначальное название «Буда-Суземка»). Название населённого пункта происходит от слова «суземье», «суземок» — дремучие леса (по В. Далю).
- До 1903 года являлась деревней в приходе села Негина. C 1917 года — центр Суземской волости, с 1929 года райцентр.
- В годы Великой Отечественной войны являлась одним из центров партизанского движения. На это указывает диагональная зелёно-красно-зелёная лента на гербе посёлка.
- С 1958 года — посёлок городского типа.
- В 2012 году статус посёлок городского типа изменён на статус посёлок[2].
- В 2022—2023 годах Суземка неоднократно подвергалась обстрелам со стороны Украины, имеются жертвы и разрушения.
- В ночь с 29 по 30 апреля 2023 года Суземка подверглась обстрелу со стороны Украины тактическими ракетами «Точка-У»,4 человека погибло, ещё 2 пострадали. В общей сумме было повреждено не менее 25 домовладений.

## Население
| 1866  | 1886  | 1897  | 1926  | 1939  | 1960  | 1970  | 1979  | 1989  | 2002  |
| ----- | ----- | ----- | ----- | ----- | ----- | ----- | ----- | ----- | ----- |
| 700   | ↗1000 | ↗1200 | ↗2000 | ↗3517 | ↗5500 | ↗6322 | ↗7664 | ↗9422 | ↗9712 |
| 2009  | 2010  | 2012  | 2013  | 2014  | 2015  | 2016  | 2017  | 2018  | 2019  |
| ↘9394 | ↘9125 | ↘8992 | ↘8923 | ↗8924 | ↘8922 | ↘8831 | ↘8800 | ↘8670 | ↘8520 |
| 2020  | 2021  |       |       |       |       |       |       |       |       |
| ↗8554 | ↗8672 |       |       |       |       |       |       |       |       |

## Известные уроженцы, жители
Владимир Николаевич Мизгайлов — белорусский учёный, доктор физико-математических наук (1990), профессор (1991).

## Экономика

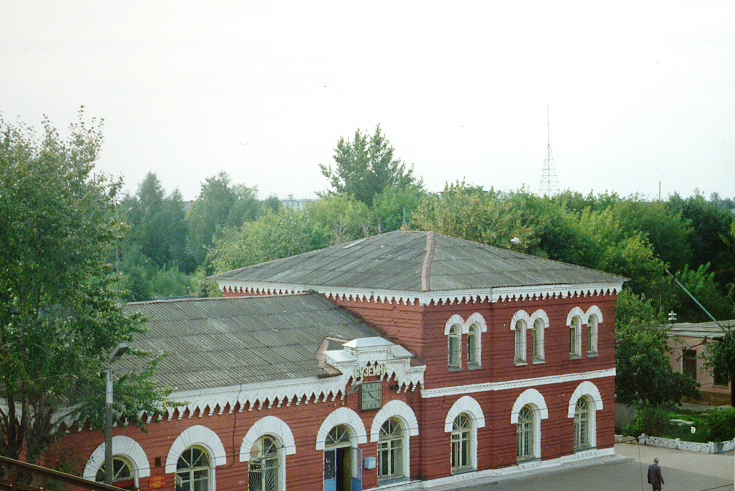
Железнодорожная станция в 1996 году

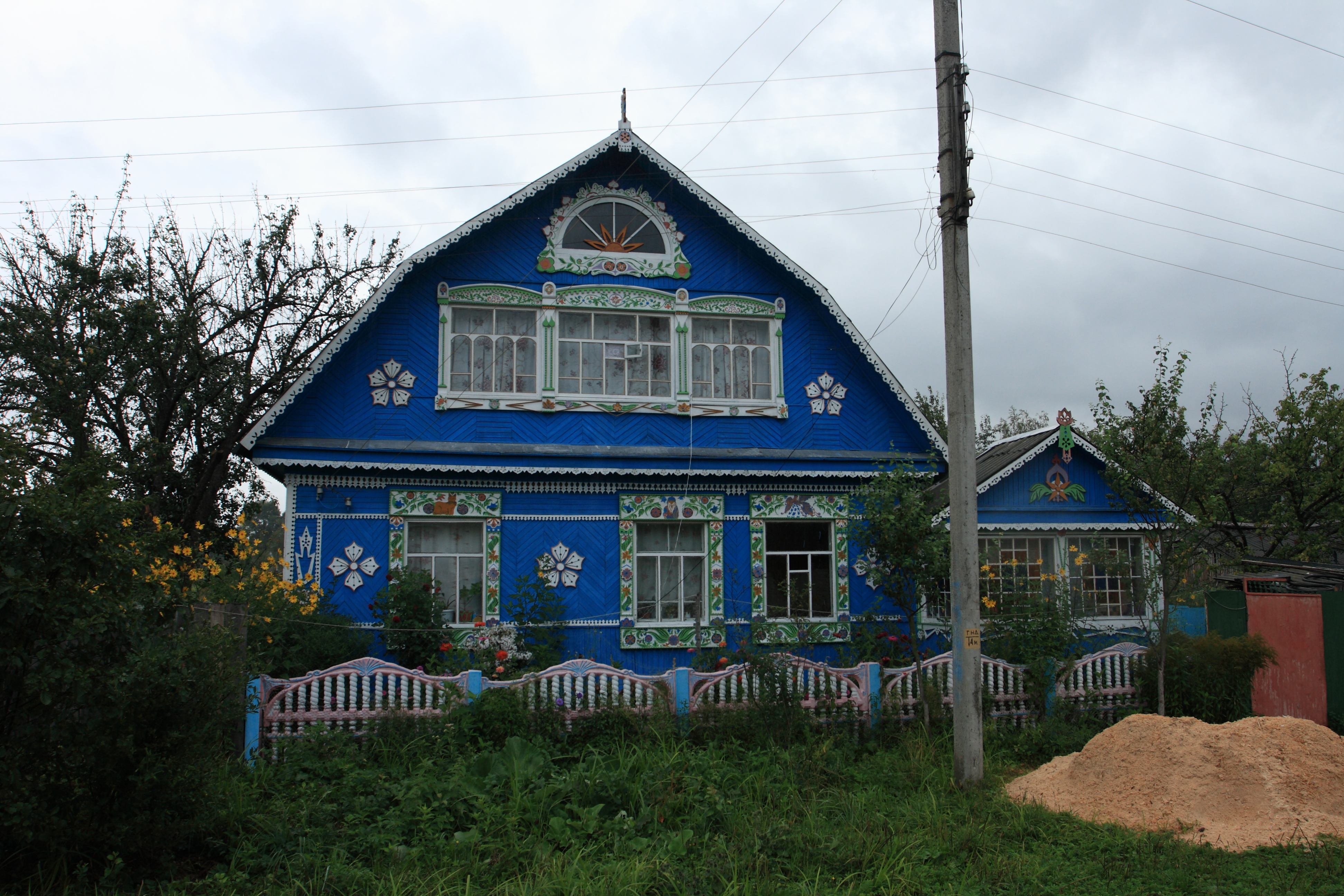
Дом в Лесном переулке

В посёлке существуют следующие промышленные предприятия: сыродельный завод (не работает), два лесхоза (не работают), торфопредприятие (не работает), завод электронной промышленности «Стрела» (производство трансформаторов, дросселей).

## Транспорт
Код железнодорожной станции по справочнику единой сетевой разметки: 204200 — Суземка, 204408 — Суземка-Экспорт.
В городе функционирует служба такси.

## Образование и культура
Действуют две общеобразовательные школы. Для детей младшего школьного возраста работают два начальных филиала школы № 1. Выходит газета «Рассвет».